# Eddy Tiel
Eduard „Eddy” Herbert Tiel (ur. 29 grudnia 1926 w Hadze, zm. 21 lutego 1993 w Emst) — holenderski hokeista na trawie.
Letnie Igrzyska Olimpijskie 1948 w Londynie były pierwszymi igrzyskami dla Tiela. Podczas tych igrzysk sportowiec w składzie holenderskiej reprezentacji po 6. meczach zdobył wraz z drużyną brązowy medal w hokeju na trawie.
Hokeista po raz kolejny wystąpił w składzie reprezentacji Holandii na igrzyskach w 1952 w Helsinkach. Kruize brał udział we wszystkich trzech meczach. W ciągu tych igrzysk udało się reprezentacji Holandii zająć 2. miejsce i zdobyć srebrny medal w hokeju na trawie. Były to jego ostatnie igrzyska olimpijskie.